# Enmerkar
Enmerkar est un personnage mythologique, semi-historique, des légendes sumériennes. 
Aussi orthographié Enmekar.
Roi d’Uruk de la première dynastie (3500 - 2750 av. J.-C. : comprenant Mesh-ki-ang-gasher, Enmerkar, Lugalbanda, Dumuzi, Gilgamesh), il est lui-même le héros de deux textes appelés légendes d'Aratta, ville concurrente d'Uruk, racontant la rivalité entre les deux villes et leurs rois : Enmerkar et le seigneur d'Aratta et Enmerkar et Ensuhgirana. Le premier récit le décrit comme l'inventeur de l'écriture dans la mythologie mésopotamienne.
Selon une tradition, Enmerkar serait le véritable fondateur de la ville d'Uruk en opérant la fusion de deux villages, Eanna et Kullab.